# Michail Tanew
Michail Tanew (bulgarisch Михаил Танев; * 1950) ist ein ehemaliger bulgarischer Radrennfahrer und nationaler Meister im Radsport.

## Sportliche Laufbahn
Tanew wurde 1976 nationaler Meister im Kriterium, er gewann auch den Titel im Mannschaftszeitfahren. Bei den Balkan-Meisterschaften war er ebenfalls mit dem bulgarischen Vierer erfolgreich. In der heimischen Bulgarien-Rundfahrt konnte er 1969 eine Etappe gewinnen.
1970 (33.), 1971 (39.), 1976 (19.), 1977 (ausgeschieden) und 1980 (39.) fuhr er die Internationale Friedensfahrt.